# Lasiocephala basalis
Lasiocephala basalis – kosmarek (koszmarek) – chruścik z rodziny pierzekowatych (Lepidostomatidae), larwy wielkości ok. 1 cm, budują przenośne domki z ziaren piasku zespojonych jedwabną przedzą, domek rurkowaty lekko zakrzywiony. Gatunek zasiedla rzeki nizinne średniej wielkości o dnie piaszczystym, potamobiont. Na niżu w Polsce pospolity.
Bibliografia:
Czachorowski S. 1998. Chruściki (Trichoptera) jezior Polski – charakterystyka rozmieszczenia larw. Wyd. WSP Olsztyn, 156 str.